# Wild Oranges
Wild Oranges és una pel·lícula muda dramàtica estatunidenca del 1924 dirigida per King Vidor, adaptat d'una història de Joseph Hergesheimer. El 12 de gener de 2010, la pel·lícula va tenir el seu primer llançament de vídeo casolà, a la sèrie de DVD Warner Archive.

## Sinopsi
Consumit per la culpa des que la seva jove dona va morir en caure d'un cotxe que conduïa, John Woolfolk busca l'oblit lluny de Boston vivint al seu veler amb el seu cuiner, Paul Halvard, com a únic acompanyant.
Tres anys més tard, la visió d'una mansió decrèpita i l'olor de baladres i tarongers salvatges l'atrauen a una illa davant de la costa de Geòrgia, a la recerca d'aigua dolça. Allà coneix la Millie Stope i el seu avi, Litchfield Stope, que són mantinguts terroritzats per Nicholas, un assassí en llibertat que és l'únic altre habitant de l'illa. Nicholas, que té la mirada posada en Millie, intenta espantar els estranys destruint el barril que havien portat a terra per proveir-se d'aigua.
Tot i que va intentar resistir la seva atracció per Millie, en John aviat s'enamora d'ella, però la por a una altra relació el porta a abandonar l'illa. Com més s'allunya d'això, més pensa en Millie, i aviat gira el seu vaixell. A terra, ell li confessa el seu amor i decideixen marxar de l'illa amb l'avi. S'han de trobar al moll a les vuit. Aquell vespre, mentre Millie i Litchfield es preparen per marxar, Nicholas, boig de gelosia, demana a Millie que es casi amb ell i li adverteix que no serà responsable de les seves accions si ella es nega. Tot i que la Millie intenta mantenir en Nicholas fora d'on s'amaguen ella i el seu avi, Nicholas trenca la porta i en la baralla mata Litchfield. Millie intenta mantenir-lo a ratlla amb una pistola, però ell la desarma. Mentrestant, en John es preocupa per l'absència de la Millie i se'n va a casa seva. Descobreix el cos de Litchfield, puja les escales i descobreix la Millie lligada a un llit. John lluita contra el boig i, després d'haver-lo colpejat, s'escapa amb Millie al seu iot. Nicholas els segueix fins a la costa, dispara amb l'arma que va trobar i fereix Paul. Nicholas és finalment mort per un gos ferotge que li va trencar la corretja i el va atacar a la gola. Malgrat la marea baixa, en John aconsegueix maniobrar el vaixell amb la Millie al timó. L'endemà al matí, mentre Paul es recupera de les seves ferides, en John i la Millie planegen viure junts.

## Repartiment
- Virginia Valli - Nellie Stope
- Frank Mayo - John Woolfolk
- Ford Sterling - Paul Halvard
- Nigel De Brulier - Lichtfield Stope
- Charles A. Post - Iscah Nicholas